# 宮田愛萌
宮田 愛萌（みやた まなも、1998年〈平成10年〉4月28日 - ）は、日本のタレント、小説家であり、女性アイドルグループ日向坂46の元メンバーである。東京都出身。國學院大學文学部卒業。

## 略歴
2017年8月15日、「けやき坂46 追加メンバーオーディション」の合格が発表され、けやき坂46の2期生となる。
2018年2月12日、幕張メッセで行われた2期生初の単独イベント『おもてなし会』に出演。同年11月30日、短編小説集『最低な出会い、最高の恋』（ソニー・ミュージックエンタテインメント）に参加することが発表される。
2019年6月10日、日向坂46の冠番組『日向坂で会いましょう』（テレビ東京）内で、2ndシングル表題曲「ドレミソラシド」のフォーメーションが発表され、自身初の2列目に選ばれた。
2020年11月21日、体調不良のため、当面治療に専念することを発表。
2021年3月22日、國學院大學文学部を卒業。同年3月26日、『春の大ユニット祭り“おひさまベスト・プレイリスト2021”』で活動再開。
2022年4月28日、自身のInstagramアカウントを開設。グループ2期生のメンバーでは初。同年9月7日、自身の公式ブログにて日向坂46からの卒業を発表。同年12月18日に有明アリーナにて開催された『ひなくり2022』内にて卒業の挨拶を行った。この日をもって、日向坂46としての活動を終了した。
2023年2月28日、初の小説集『きらきらし』（新潮社）を発売。
2023年9月1日、北海道スイーツブランド「バターの女王」のブランドアンバサダーに就任。
2024年4月9日、YouTubeチャンネルを開設。
2025年1月、小説『春、出逢い』が中学の入試に採用された。
2025年4月28日、撮り下ろし写真集が毎月届くサービス「#6E0304」開始。

## 人物
身長159.3 cm。愛称は、まなも、まなもん、もてぃー。本人曰く「まなもさん」と呼ばれたいというが、後輩には「まなもちゃん」、あわよくば「まなも」と呼ばれたいという。姓の「宮田」よりも、名前の「愛萌」の方が好き。
趣味は読書、神社巡り、御朱印集め。2022年6月12日に放送された、日向坂46の冠ラジオ番組『日向坂46の「ひ」』（文化放送）にて、本は常に3冊ほど持ち歩いており、紙の本は1,900冊ほど、漫画は電子書籍で400冊ほど所有していることが明かされた。
好きな食べ物は小豆、トマトのおでん。好きな有名人は石原夏織（声優）、江國香織（作家）、千早茜（作家）、桃月なしこ（コスプレイヤー）。尊敬する人物は櫻坂46元メンバーの守屋茜。
特技は最敬礼、ぶりっ子。ぶりっ子は、「ぶりっ子芸」として高く評価されている（詳細は後述）。
日向坂46メンバーで、同じ2期生の小坂菜緒は、宮田のことを「いろいろ考え方が大人だから相談もよく乗ってもらうし、ノリもよくて、私が甘えられるとってもいい子」としつつ、「ド天然」「やばい子」とも評している。

### けやき坂46・日向坂46
グループ2期生の最年長で、お姉さん的存在。
ペンライトカラーはレッド × サクラピンク。
SHOWROOMのルーム名を「献血るぅむ」、ファンの総称を「チームヘモグロビン（Team Hb）」と名付けた。
前述の通り、読書が趣味であることから、グループのメンバーに、頻繁に本を勧めている。メンバーの本への関心を引き上げるために、自宅にある漫画を事務所の本棚に持ち込んでいる。
ぶりっ子キャラとして知られ、けやき坂46時代の冠番組『ひらがな推し』（テレビ東京）にて行われたメンバーへのアンケート企画では、「メンバーが選んだぶりっ子メンバーランキング」で、1期生の柿崎芽実に次いで、2位の票を得た。なお、柿崎は宮田に投票しており、「愛萌は常にあざとい。私とは流派の違うぶりっ子です」と評している。この際、急遽、柿崎と宮田による「ぶりっ子フリースタイルバトル」が行われ、互いに堂々とした「ぶりっ子芸」を披露し、MCのオードリー・若林正恭から「これは面白いね。いつかまた勝負しましょうよ」と評価された。この「ぶりっ子芸」をきっかけに、『ひらがな推し』や後身番組の『日向坂で会いましょう』で数々のぶりっ子企画が放送され、好評を博すこととなった。若林からは「気持ちいいよ。宮田の（ぶりっ子）は」とその潔さを評価されており、同じくオードリー・春日俊彰からは「昨日今日のぶりっ子とはやっぱり違うね！重みが」と評されている。
日向坂46メンバーの中では、特に、1期生の影山優佳、2期生の小坂菜緒、3期生の森本茉莉と仲がいい。影山は、宮田が初めて自宅に招いたメンバーであり、一緒に食事に行くことがある。影山とのコンビ名は「Busines's」または「びじねぇず」。小坂とは、小坂いわく「（宮田と）いつも一緒にいる」とのことで、コンビ名は「まなお」。森本とは、両者のイニシャルが同じであることから「MM姉妹」とのコンビ名を使用している。「MM姉妹」として、グラビアや対談といった活動をすることがあるほか、プライベートで食事に行くこともある。
1期生の高瀬愛奈とのコンビ名は自身の名前と似ていることから「まなまなコンビ」、2期生の松田好花とのコンビ名は宮田は小豆、松田は納豆と互いに豆製品が好きなことから「beans」。
2期生の丹生明里のファンであると公言している。宮田いわく「オーディションの3次審査の時からの推しメン」で、顔が大好きだという。さらに、丹生の写真集が発売されるにあたり、「ただのファンのブログです」というタイトルで自身の公式ブログを更新し、丹生の写真集について詳述した上、複数冊購入することをほのめかしていたほどである。
2期生ではあるものの、先輩である1期生の多くのメンバーと年齢が近いことから、潮紗理菜のことを「さりなちゃん」、高本彩花のことを「あやちゃん」、佐々木美玲のことを「みーぱん」、影山優佳のことを「影ちゃん」と呼んでいる。
『ひらがな推し』内の企画「3分リレークッキング」では、1期生の齊藤京子が料理の過程で数々の暴挙に出たため、引き継いで入ってきた宮田が「京子さん、何してんですか！」と声を荒らげた。この発言が元となり、『ひらがな推し』のBlu-ray作品の一つとして、「京子さん、何してんですか編」が発売された。なお、宮田自身はこのときの発言を「心から出た言葉」ではあるものの「先輩にこんなこと言うなんて最低な後輩」と反省しており、収録後に謝罪したところ「面白くなって良かった」と言われ齊藤京子の優しさを実感した。

## 作品

### シングル
けやき坂46
- NO WAR in the future（2017年10月25日、SRCL-9583/4）- EAN 4547366331646。
- 半分の記憶（2018年3月7日、SRCL-9744）- EAN 4547366350302。
- ハッピーオーラ（2018年8月15日、SRCL-9924/5）- EAN 4547366371086。
- 君に話しておきたいこと（2019年2月27日、SRCL-9985/6）- EAN 4547366383324。
- 抱きしめてやる（2019年2月27日、SRCL-9985/6）- EAN 4547366383324。

日向坂46
- キュン（2019年3月27日、SRCL-11121/7）- EAN 4547366399219。
- JOYFUL LOVE（2019年3月27日、SRCL-11121/7）- EAN 4547366399219。
- ときめき草（2019年3月27日、SRCL-11125/6）- EAN 4547366399233。
- 沈黙が愛なら（2019年3月27日、SRCL-11127）- EAN 4547366399240。
- ドレミソラシド（2019年7月17日、SRCL-11220/6）- EAN 4547366412871。
- キツネ（2019年7月17日、SRCL-11220/6）- EAN 4547366412871。
- Dash&Rush（2019年7月17日、SRCL-11226）- EAN 4547366412901。
- こんなに好きになっちゃっていいの?（2019年10月2日、SRCL-11310/6）- EAN 4547366422436。
- ホントの時間（2019年10月2日、SRCL-11310/6）- EAN 4547366422436。
- 川は流れる（2019年10月2日、SRCL-11316）- EAN 4547366422467。
- ソンナコトナイヨ（2020年2月19日、SRCL-11450/6）- EAN 4547366442526。
- 青春の馬（2020年2月19日、SRCL-11450/6）- EAN 4547366442526。
- ナゼ―（2020年2月19日、SRCL-11454/5）- EAN 4547366442540。
- 君のため何ができるだろう（2020年2月19日、SRCL-11456）- EAN 4547366442557。
- 君しか勝たん（2021年5月26日、SRCL-11794/802）- EAN 4547366504392。
- 声の足跡（2021年5月26日、SRCL-11794/802）- EAN 4547366504392。
- 世界にはThank you!が溢れている（2021年5月26日、SRCL-11800/1）- EAN 4547366504422。
- 膨大な夢に押し潰されて（2021年5月26日、SRCL-11802）- EAN 4547366504439。
- ってか（2021年10月27日、SRCL-11941/9）- EAN 4547366527520。
- 何度でも何度でも（2021年10月27日、SRCL-11941/9）- EAN 4547366527520。
- 思いがけないダブルレインボー（2021年10月27日、SRCL-11941/2）- EAN 4547366527520。
- アディショナルタイム（2021年10月27日、SRCL-11949）- EAN 4547366527568。
- 僕なんか（2022年6月1日、SRCL-12140/8）- EAN 4547366557145。
- 飛行機雲ができる理由（2022年6月1日、SRCL-12140/8）- EAN 4547366557145。
- 恋した魚は空を飛ぶ（2022年6月1日、SRCL-12146/7）- EAN 4547366557183。
- 知らないうちに愛されていた（2022年6月1日、SRCL-12148）- EAN 4547366557176。

### アルバム
けやき坂46
- 走り出す瞬間（2018年6月20日、SRCL-9825/9）- EAN 4547366358575。

日向坂46
- ひなたざか（2020年9月23日、SRCL-11580/4）- EAN 4547366470109。

### 映像作品
- けやき坂46 2期生特典映像（2018年3月7日）- EAN 4547366350296。
- ひらがな武道館 〜Day3 Special Selection〜（2018年6月20日）- EAN 4547366358575。
- ひらがな全国ツアー2017 Live&Documentary（2018年6月20日）- EAN 4547366358582。
- Re:Mind（2018年7月4日）- EAN 4517331041733、EAN 4517331041726。
- 守屋茜×宮田愛萌 自撮りTV（2018年8月15日）- EAN 4547366371086。
- KEYABINGO!4 ひらがなけやきって何?（2018年11月9日）- EAN 4988021716512、EAN 4988021147545。
- けやき坂46ストーリー 〜ひなたのほうへ〜（2019年3月27日）- EAN 4547366399233。
- はじめて全部凍らせて食べてみた（2019年7月17日）- EAN 4547366412895。
- ひなたの休日（2019年10月2日）- EAN 4547366422436。
- HINABINGO!（2019年11月22日）- EAN 4988021717656、EAN 4988021148740。
- 日向坂46 大富豪No.1決定戦（2020年2月19日）- EAN 4547366442526、EAN 4547366442533、EAN 4547366442540。
- HINABINGO!2（2020年4月3日）- EAN 4988021718011、EAN 4988021140089。
- DASADA（2020年5月22日）- EAN 4988021718073、EAN 4988021140157。
- 日向坂46デビューカウントダウンライブ!! in 横浜アリーナ 〜けやき坂46 LAST LIVE〜（2020年9月23日）- EAN 4547366470109。
- 日向坂46デビューカウントダウンライブ!! in 横浜アリーナ 〜日向坂46 FIRST LIVE〜（2020年9月23日）- EAN 4547366470116。
- 3年目のデビュー（2021年1月20日）- EAN 4517331070719、EAN 4517331070726。
- 〜ひらがな推し〜「としちゃんと愉快な仲間たち編」（2021年3月31日）- EAN 4547366499780。
- 〜ひらがな推し〜「京子さん、何してんですか編」（2021年3月31日）- EAN 4547366499803。
- 〜ひらがな推し〜「日向のバラエティ女王誕生編」（2021年3月31日）- EAN 4547366499810。
- 〜ひらがな推し〜「パンの鉄砲を撃ちますよ編」（2021年3月31日）- EAN 4547366499797。
- 〜ひらがな推し〜「あだ名がおたけになりました編」（2021年3月31日）- EAN 4547366499773。
- 私たちの未来（2021年5月26日）- EAN 4547366504392。
- ひなたの夏休み（2021年10月27日）- EAN 4547366527520。
- 〜ひらがな推し〜初ガツオを推すしかない編（2022年1月1日）- EAN 4547366540796。
- 〜ひらがな推し〜好きな人いるの?ニブだよ編（2022年1月1日）- EAN 4547366540772。
- 〜ひらがな推し〜ヘビーリトルトゥース誕生編（2022年1月1日）- EAN 4547366540765。
- 〜ひらがな推し〜埼玉と春日が生んだ怒涛の起爆剤編（2022年1月1日）- EAN 4547366540789。
- 〜ひらがな推し〜いつでもどこでも変化球編（2022年1月1日）- EAN 4547366540758。
- ひなたのバス旅（2022年6月1日）- EAN 4547366557152、EAN 4547366557183。
- 日向坂46 3周年記念MEMORIAL LIVE 〜3回目のひな誕祭〜 in 東京ドーム（2022年7月20日）- EAN 4547366568318、EAN 4547366568301。
- 渡邉美穂 卒業セレモニー（2022年10月26日）- EAN 4547366583045、EAN 4547366583052。
- 希望と絶望（2022年12月21日）- EAN 4550450021729、EAN 4550450021736。
- 〜日向坂で会いましょう〜加藤史帆のバーベキューで会いましょう（2023年1月1日）- EAN 4547366595888。
- 〜日向坂で会いましょう〜佐々木久美の野球で会いましょう（2023年1月1日）- EAN 4547366595901。
- 〜日向坂で会いましょう〜金村美玖のオードリーに会いましょう（2023年1月1日）- EAN 4547366595895。
- 〜日向坂で会いましょう〜小坂菜緒のヒットキャンペーンで会いましょう（2023年1月1日）- EAN 4547366595918。
- 〜日向坂で会いましょう〜丹生明里の団体戦で会いましょう（2023年1月1日）- EAN 4547366595925。
- W-KEYAKI FES. 2022（2023年7月26日）- EAN 4547366625868、EAN 4547366625875。
- ひらがなくりすます2018 & ひなくり2019〜2022 Complete Box（2023年12月24日）- EAN 4547366655889。
- 〜日向坂で会いましょう〜齊藤京子の野球を好きになりましょう（2024年1月31日）- EAN 4547366660821。
- 〜日向坂で会いましょう〜佐々木美玲のおひさまたちを釣りましょう（2024年1月31日）- EAN 4547366660791。
- 〜日向坂で会いましょう〜河田陽菜の秋頃に会いましょう（2024年1月31日）- EAN 4547366660784。
- 〜日向坂で会いましょう〜松田好花のリトルトゥースになりましょう（2024年1月31日）- EAN 4547366660807。
- 〜日向坂で会いましょう〜上村ひなのの三期生に出会いましょう（2024年1月31日）- EAN 4547366660814。
- BEST MUSIC VIDEO COLLECTION 2015-2024（2024年12月3日）- EAN 4547366713909。
- 〜日向坂で会いましょう〜新年早々バトりましょう（2025年4月9日）- EAN 4547366731361。
- 〜日向坂で会いましょう〜OBKを炙り出しましょう（2025年4月9日）- EAN 4547366731323。

## 出演

### テレビドラマ
- DASADAシリーズ（日本テレビ）- 直島正子 役[61]。
  - DASADA（2020年1月16日 - 3月19日）[62]
  - DASADA 〜未来へのカウントダウン〜（2020年7月2日 - 9月10日）[63]

### テレビ
- NEXT TRIP (トゥエルビ、2024年1月25日、2月1日)[64]

### ラジオ
- まなもの部屋 with 石原夏織（2022年1月29日、文化放送）[65][66]
- 宮田愛萌と渡辺祐真のぶくぶくラジオ（2023年9月29日 - 、TBS Podcast）- パーソナリティ[67]
- 文化部特派員「宮田愛萌」 (2024年3月7日 - 、ニコニコチャンネル、YouTube)[68]

### 舞台
- あゆみ（2018年4月20日 - 5月6日、AiiA 2.5 Theater Tokyo）- チームカスタネット[69]。

### イベント
- 第30回 マイナビ 東京ガールズコレクション 2020 SPRING / SUMMER（2020年2月29日、国立代々木競技場 第一体育館）- DASADA STAGE[70]。
- 第31回 マイナビ 東京ガールズコレクション 2020 AUTUMN / WINTER（2020年9月5日、オンライン配信）- DASADA STAGE[71]。

## 書籍

### 小説
- 羨望（2018年12月5日、「最低な出会い、最高の恋」収録、ソニー・ミュージックエンタテインメント）[6]
- きらきらし（2023年2月28日、新潮社）[19]
- あやふやで、不確かな（2024年4月17日、幻冬舎）[72]
- 春、出逢い（2024年8月9日、講談社）[73][注 3]